# Cỏ dẹp
Cỏ dẹp hay còn gọi xoan hoa đơn, xoan hoa yếu (danh pháp khoa học: Coelachne simpliciuscula) là một loài thực vật có hoa trong họ Hòa thảo. Loài này được (Steud.) Munro ex Benth. mô tả khoa học đầu tiên năm 1881.